# Calabasas
Calabasas è una città nella contea di Los Angeles, in California, negli Stati Uniti, situata sulle colline a ovest della San Fernando Valley e nelle montagne a nord-ovest di Santa Monica tra Woodland Hills, Agoura Hills, West Hills, Hidden Hills e Malibu, California. Il Leonis Adobe, una struttura adobe nella città vecchia di Calabasas, risale al 1844 ed è uno dei più antichi edifici sopravvissuti nella grande Los Angeles. La città è stata formalmente incorporata nel 1991. A partire dal censimento del 2010, la popolazione della città era di 23 058, rispetto a 20 033 al censimento del 2000.